# Ivanov (groupe)
Ivanov est un groupe de musique pop français qui s'est illustré en 1989 par la chanson Les Nuits sans soleil. Celle-ci s'est classée 7e au Top 50 et s'écoule à plus de 150 000 exemplaires.

## Biographie
- 1974 : À Pontarlier (Doubs), création de l’orchestre Les Spiders par un groupe de copains de quartier. Le succès de ce groupe de bal ne dépasse pas le département.
- 1976 : Premiers bals dans le Haut-Doubs et le Haut-Jura. Rapidement, le groupe se forge une solide réputation dans la région Franche-Comté.
- 1982 : Sortie d’un premier 45 tours, Angus, sous le nom Monolith.
- 1985 : Avec la venue d’un nouveau guitariste russe, Aliocha Berman, le groupe décide de fonder Ivanov, un groupe qui va composer ses propres titres en parallèle à l'activité de l’orchestre de bal Les Spiders. Aliocha Berman a une solide formation de violoniste acquise à l'école du Conservatoire de Moscou et avant son émigration en France, est devenu un acteur de la scène rock à Moscou où il s'est fait connaitre comme compositeur et guitariste virtuose. C'est sur sa proposition que le groupe est appelé Ivanov, un nom très répandu en Russie et en Bulgarie (équivalent à Dupont en français).
- 1988 : Aliocha Berman et Gilles Petitjean écrivent la chanson Les Nuits sans soleil[2] et le groupe remporte la finale de l'émission  Wiz qui peut sur TF1[3]. Le groupe est alors composé de :
  - Gilles Petitjean : Guitariste et chanteur ;
  - Aliocha Berman : Guitariste et violoniste ;
  - Patrick Laithier : Batteur ;
  - Yves Renaud : Bassiste.
- 1989 : Ivanov sort son premier 45 tours Les Nuits sans soleil, ce titre est produit par Paul Lederman et sera vendu à plus de 150 000 exemplaires. Il restera 16 semaines classé au Top 50 en 1989 (meilleure place : 7e).
- 1990 : Le groupe enchaîne sur un deuxième 4 5 tours, Aventurier, single composé par Aliocha Berman et écrit par Patrick Laithier sans rencontrer au niveau national un succès équivalent.
- 1991 : Le groupe se sépare: trois musiciens (Gilles, Patrick et Walter) poursuivent l'aventure Ivanov et réalisent l'album Casser le destin, composé par Gilles (sauf viens je t'emmène) et écrit par Patrick sans inverser la tendance.
- 1993 : Fin de l'aventure Ivanov, mais les bals se poursuivent
- 1996 : Fin des bals
- 2002 : Gilles Petitjean sort un album solo, Oublier les nuits, en collaboration avec Gilles Le Faucheur. Il continue de se produire sur scène avec Patrick à la batterie.
- 2005 : Le groupe Les Spiders se reforme avec Gilles Petitjean, Patrick Laithier, Jean Philippe Galocher et William Laithier  et se produit en concert  dans la région du Haut-Doubs. Après sa sortie du groupe, Aliocha Berman, tout en reprenant son activité de professeur de violon à Besançon, poursuit une carrière de compositeur et interprète, sortant en 1994 un single avec le titre De Moscou à Marseille. Il compose entre autres une bande sonore pour la visite des grottes d'Osselle et la musique d'un documentaire pour FR3, commence une collaboration musicale fructueuse avec plusieurs patineurs artistiques français et russes. En 2000, il est victime d'un grave accident cardiaque qui le laisse handicapé avec de lourdes séquelles.
- 2013 : Gilles Petitjean écrit un nouvel album avec Gilles Le Faucheur. Il poursuit sa carrière d'auteur-compositeur interprète en concerts et participe à La Tournée des années 80 live en 2013.